# Team Illuminate
El Team Illuminate (código UCI: ILU) es un equipo ciclista de Estados Unidos.
El equipo se inició en 2014 como un proyecto de ciclismo bajo el nombre de Airgas Cycling participando en competencias continentales. Desde 2016 lleva la actual denominación y se enfoca en la participación de carreras en los Circuitos Continentales UCI de Asia y América, y su filosofía es tener un uniforme sobrio y sin publicidad.
También existe un equipo femenino de categoría UCI Women's Continental Team, segunda categoría femenina del ciclismo en ruta a nivel mundial.

## Material ciclista
El equipo utiliza bicicletas Specialized y componentes Shimano.

## Clasificaciones UCI
Las clasificaciones del equipo y de su ciclista más destacado son las siguientes:

### UCI Africa Tour
| Temporada | Clasificación por equipos | Mejor corredor | Posición |
| 2014      | 16.º                      | Patrick Kos    | 52.º     |
| 2018      | 20.º                      | Simon Pellaud  | 147.º    |

### UCI America Tour
| Temporada | Clasificación por equipos | Mejor corredor     | Posición |
| 2014      | 45.º                      | Justin Mauch       | 381.º    |
| 2015      | 27.º                      | Christopher Horner | 58.º     |
| 2016      | 47.º                      | Edwin Ávila        | 68.º     |
| 2017      | 25.º                      | Edwin Ávila        | 65.º     |
| 2018      | 36.º                      | Félix Barón        | 289.º    |
| 2019      | 11.º                      | Cameron Piper      | 157.º    |

### UCI Asia Tour
| Temporada | Clasificación por equipos | Mejor corredor    | Posición |
| 2015      | 81.º                      | Connor McCutcheon | 296.º    |
| 2016      | 21.º                      | Miles Scotson     | 116.º    |
| 2017      | 24.º                      | Edwin Ávila       | 20.º     |
| 2018      | 19.º                      | Martin Laas       | 78.º     |

### UCI Europe Tour
| Temporada | Clasificación por equipos | Mejor corredor     | Posición |
| 2015      | 110.º                     | Christopher Horner | 437.º    |
| 2016      | 92.º                      | Miles Scotson      | 676.º    |
| 2017      | 118.º                     | Edwin Ávila        | 759.º    |
| 2018      | 117.º                     | Martin Laas        | 1002.º   |

## Palmarés
Para años anteriores véase: Palmarés del Team Illuminate.

### Palmarés 2022

#### Circuitos Continentales UCI
| Fechas | Circuito | Carreras | Ganador |

## Plantillas
Para años anteriores, véase Plantillas del Team Illuminate

### Plantilla 2022
| Nombre             | Nacimiento | Nacionalidad   | Equipo 2021             |
| Camilo Castiblanco | 24/11/1987 | Colombia       | Team Illuminate         |
| Cullen Easter      | 27/10/1987 | Estados Unidos | Team Illuminate         |
| Griffin Easter     | 06/11/1991 | Estados Unidos | Start Cycling Team      |
| Rob Evans          | 11/03/1978 | Estados Unidos | Team Illuminate         |
| Travis Furman      | 19/03/1989 | Estados Unidos | Team Illuminate         |
| John Keller        | 28/08/1997 | Estados Unidos | Neoprofesional          |
| Aria Kiani         | 12/04/1992 | Estados Unidos | Team Illuminate         |
| Cameron Piper      | 16/10/1991 | Estados Unidos | Team Illuminate         |
| Johnatan Sarmiento | 04/12/1992 | Colombia       | Coldeportes Zenú (2019) |
| Sebastian Schaub   | 13/03/1997 | Alemania       | Team Illuminate         |
| Rodolfo Torres     | 21/03/1987 | Colombia       | Team Illuminate (2020)  |

1. ↑  Desde el 3 de junio hasta el 7 de octubre.